# Свято-Христо-Різдвяний кафедральний собор (Сіверськодонецьк)
Свято-Христо-Різдвяний кафедральний собор у місті Сіверськодонецьк Луганської області — кафедральний собор Сєвєродонецької єпархії Української православної церкви московського патріархату.
Настоятель: Преосвященніший Агапіт, єпископ Сєверодонецький і Старобільський.

## Історія
У день Святої Трійці, 19 червня 1994 року на великій площі, відведеній під будівництво собору, була освячена і закладена перша фундаментальна плита. У 1996 році був побудований нульовий цикл господарського корпусу та розпочата закладка стін. На свято Преображення Господнього в 1998 році на майданчику новобудови відбулося перше богослужіння. 28 підприємств міста допомагали будівництву матеріалами, понад 60 фінансували будівництво. У 1999 році до дня Святої Трійці будівельники вже завершували цегляну кладку всього собору. 17 квітня 2000 на Свято-Христо-Різдвяний собор встановили перший купол. У свято Великодня в залі храму відбулося перше богослужіння. До 18 червня були завершені роботи по північному залу. У день Святої Трійці храм вшанував черговим візитом архієпископ Луганський і Старобільський Іоанникій. Освячення храму відбулося 25 лютого 2000 року.
31 травня 2007 року, з утворенням Сєверодонецької єпархії, Свято-Христо-Різдвяний собор дістав статус кафедрального собору.
6 січня 2011 року будівлю собору з елементами благоустрою (Свято-Георгіївська каплиця, меморіальний комплекс учасникам локальних конфліктів, парк тощо) було безкоштовно передано з комунальної власності у власність Сєвєродонецької єпархії УПЦ (МП). Балансова вартість переданих об'єктів на момент передачі становила 5 295 664 грн.
Під час російського вторгнення в Україну використовувався як бомбосховище і неодноразово був обстріляний. Зокрема, 13 березня снаряди потрапили на його територію, вибито вікна, пошкоджено стіни. 17 березня будівля була пошкоджена знову. 17 квітня снаряди влучили в дах собора, що стало четвертим його обстрілом.

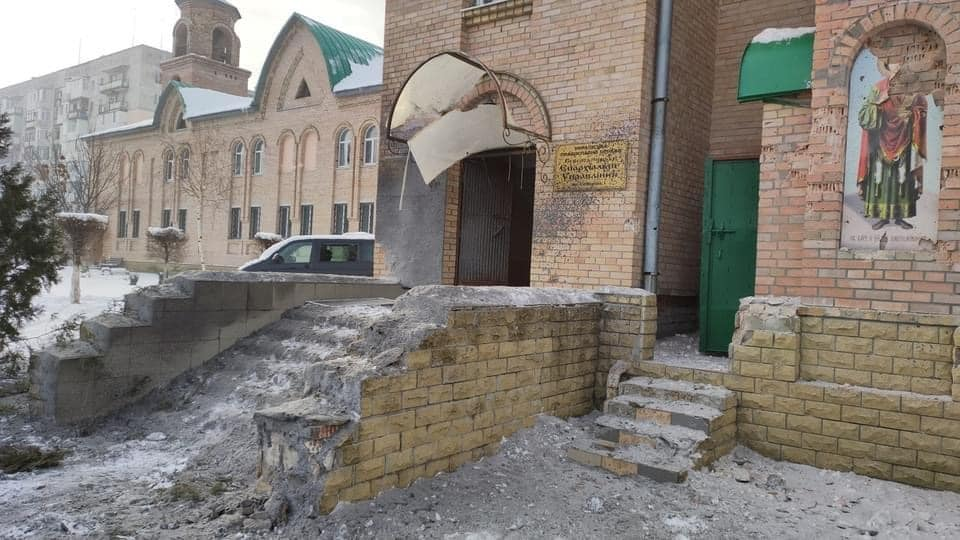
Після обстрілу 13 травня 2022 року